# 한국시각장애인연합회
한국시각장애인연합회(韓國視覺障碍人聯合會, Korea Blind Union)는 1957년에 설립된 보건복지부 산하 맹아인 대표 단체이자 사단법인이다. 소재지는 서울특별시 영등포구 의사당대로 22, 이룸센터 601호에 위치하고 있다.

## 개요
시각장애인의 권익옹호와 복지증진을 위한 여러 가지 정책들을 개발하고 정책개발에 요구되는 각종 조사·연구 사업을 수행한다.